# Air Cairo
Air Cairo — єгипетська чартерна авіакомпанія зі штаб-квартирою в Каїрі, що надає послуги пасажирських перевезень за договорами з туристичними компаніями з Європи, Африки та Азії в Єгипет. Повністю належить флагману країни — авіакомпанії EgyptAir.
Портом приписки Air Cairo і її транзитним вузлом (хабом) є міжнародний аеропорт Каїра, штаб-квартира перевізника знаходиться в каїрському районі Шератон-Геліополіс.

## Історія
Авіакомпанія Air Cairo була заснована інвестиційним холдингом «Kato Froup» у партнерстві з об'єднанням туристичних операторів Єгипту і почала операційну діяльність у 1997 році. Через п'ять років національна авіакомпанія EgyptAir придбала 40% (і надалі збільшила до 60%) власності Air Cairo, після чого передала експлуатуються літаки виробництва ОКБ Туполєва і частина маршрутної мережі, що обслуговується, на цих лайнерах, створеної авіакомпанію Cairo Aviation. В даний час Air Cairo позиціонується, як чартерне підрозділ флагмана EgyptAir.

## Власники
- EgyptAir — 60%
- Національний банк Єгипту — 20%
- Банк «Misr» — 20%

## Флот

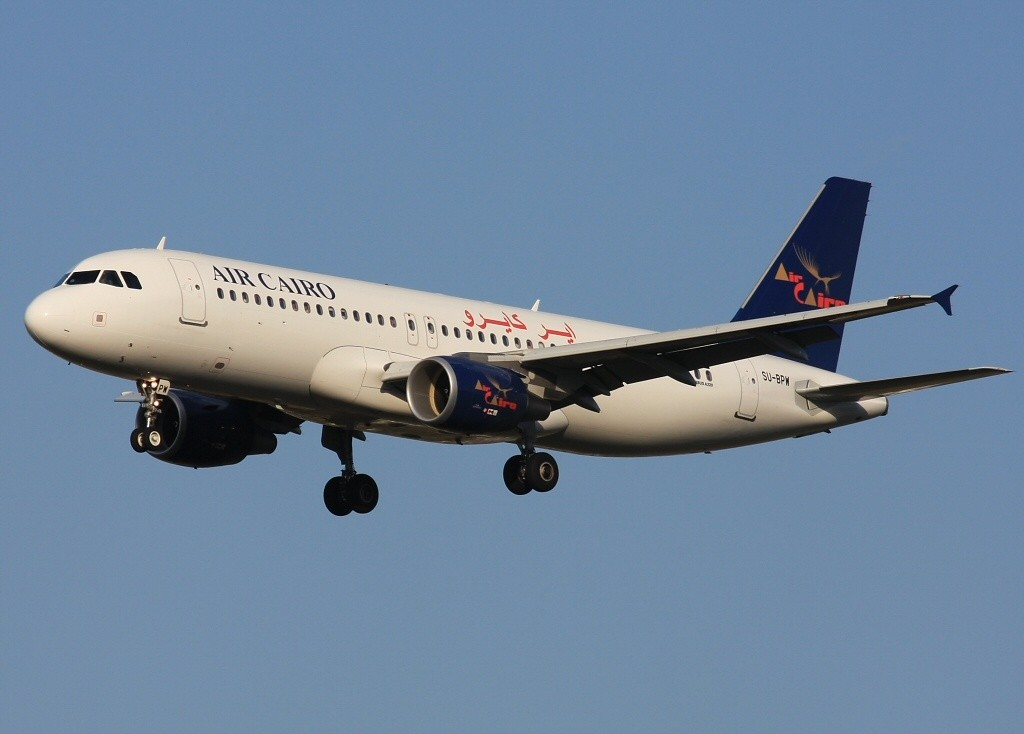
Airbus A320-214 авіакомпанії Air Cairo (реєстраційний SU-BPW) в празькому аеропорту Рузіне

Станом на жовтень 2016 року повітряний флот авіакомпанії Air Cairo становили такі літаки: